# パブロ・リー
パブロ・「パシャ」・ロマーノヴィチ・リー（ウクライナ語: Павло «Паша» Романович Лі、1988年7月10日 - 2022年3月6日）は、ウクライナの俳優、声優、テレビ番組司会者。2022年ロシアのウクライナ侵攻においてイルピン郊外でロシア軍の砲撃により死亡した。

## 生まれ
クリミア半島のイェウパトーリヤに高麗人あるいは韓国系ウクライナ人の父親とウクライナ人の母親の間に生まれる。パブロ・リーやパシャ・リーの名前を使った。

## 俳優としての活動
ドムチャンネルのテレビ司会者を務め、多くの劇場やコマーシャルで働いていた。また『Штольня』（2006年）、『ファイナル・デッドサイン 死の刻印』（2013年）、『Правило бою』（2017年）、『Зустріч однокласників』（2019年）などの映画に出演した。晩年はTVシリーズの『Provincial』（2021）に出演していた

## 声優としての活動
『ライオン・キング』と『ホビット』の登場人物のウクライナ語吹き替えの声優を務めた。
他にも『サウスパーク』のエリック・カートマン、『アメリカン・ダッド』のスティーブ・スミス、『ファミリー・ガイ』のグレン・クアグマイア、『名探偵ピカチュウ』のコダックといったキャラクターたちのウクライナ語吹き替えを担当した。

## 戦死
2022年2月24日に開始されたウクライナ侵攻において、リーはその日のうちにウクライナ領土防衛隊に入隊し、ロシア軍と戦った。戦闘中に彼は自分のInstagramアカウントに何度か投稿しており、戦況やウクライナの強さについて述べていた。
3月6日にキーウ州のイルピン郊外でロシア軍の砲撃により戦死した。彼の死はオデッサ国際映画祭で発表された。 遺体は3月18日に母が暮らすイヴァーノ＝フランキーウシク州のВорохтаに埋葬された。